# Ophrys circaea
Ophrys circaea là một loài thực vật có hoa trong họ Lan. Loài này được W.Rossi & Prola mô tả khoa học đầu tiên năm 1983.